# Berdeniella freyi
Berdeniella freyi is een muggensoort uit de familie van de motmuggen (Psychodidae). De wetenschappelijke naam van de soort is voor het eerst geldig gepubliceerd in 1954 door Berden.